# Eiður Guðjohnsen
Eiður Smári Guðjohnsen (*17. září 1978 Reykjavík) je islandský fotbalový útočník a reprezentant, který je v současnosti hráčem klubu Molde FK. Všeobecně je známý přepisem svého jména jako Eidur Gudjohnsen. Byl kapitánem islandské reprezentace a drží její rekord v počtu nastřílených branek.
Velkou část své kariéry strávil v anglických klubech, dále hrál mimo rodný Island v Nizozemsku (PSV Eindhoven), Španělsku (FC Barcelona), Monaku (AS Monaco), Řecku (AEK Athény), Belgii (Cercle Brugge a Club Brugge), Číně (Shijiazhuang Ever Bright FC), Norsku (Molde FK) a Indii (FC Pune City).

## Klubová kariéra
Už v útlém mládí se vědělo o jeho talentu, v 16 letech nastoupil do zápasu 1. islandské ligy a následně přestoupil do nizozemského Eindhovenu, kde také setkal s tehdy začínajícím Ronaldem. V nizozemské lize se však neprosadil a po dvou sezonách se vrátil zpět na Island. V roce 1998 si ho vyhlédl anglický tým Bolton Wanderers, což byl pro Gudjohnsena zlom v kariéře. V 55 zápasech vstřelil 18 gólů a v roce 2000 přestoupil do Chelsea, kde se stal důležitým členem základní sestavy. Po příchodu ruského miliardáře Romana Abramoviče a přivedení posil do klubu se zdálo, že svoji pozici ztratí, ovšem Gudjohnsen se dokázal probojovávat do sestavy, ačkoli musel často místo v útoku hrát záložníka. Po další vlně příchodů před sezonou 2006/07 už však Gudjohnsen Chelsea opustil a přestoupil do Barcelony, ve které strávil 3 roky a nastoupil k 72 zápasům. V létě 2009 přestoupil za 2 miliony eur do Monaka hrajícího nejvyšší francouzskou fotbalovou soutěž Ligue 1. Poté se stal v roce 2010 hráčem anglického Stoke City FC. Poslední přestupový den 31. ledna 2011 odešel na hostování do londýnského Fulhamu.
Následovala angažmá v řeckém AEK Athény a belgických Cercle Brugge a Club Brugge.
V prosinci 2014 posílil Bolton Wanderers FC. V červenci 2015 odešel do týmu čínské Superligy Shijiazhuang Ever Bright FC.

## Reprezentační kariéra
V roce 1996 debutoval v A-mužstvu islandské reprezentace proti Estonsku (výhra 3:0), když ve druhé půli vystřídal svého otce Arnóra Guðjohnsena. Poprvé v historii se tak stalo, aby v mezinárodním fotbalovém zápase hrál otec a syn ve stejném zápase.[zdroj?]
Dvojice trenérů islandského národního týmu Lars Lagerbäck a Heimir Hallgrímsson jej zařadila do závěrečné 23členné nominace na EURO 2016 ve Francii, kam se Island probojoval z kvalifikační skupiny A (byl to zároveň premiérový postup Islandu na Mistrovství Evropy). Na evropském šampionátu se islandské mužstvo probojovalo až do čtvrtfinále, kde podlehlo Francii 2:5 a na turnaji skončilo. Eiður nastoupil ve dvou zápasech na šampionátu.